# Biblioteca Pública Leduc
La biblioteca Pública Leduc es una institución de la biblioteca pública de la ciudad de Leduc, Alberta, Canadá. Las membresías están disponibles gratuitamente a los ciudadanos de la ciudad de Leduc. Es uno de los centros de aprendizaje más relevantes en la región de Leduc.
En 2024, la biblioteca fue visita por 138 000 usuarios y se facilitaron más de 183 000 libros.

## Colección
La colección de la biblioteca contiene más de 50 000 artículos. La biblioteca es miembro de Yellowhead Regional Library (YRL) y el Consorcio Regional de Automatización (TRAC). Contiene más de 1000 programas que se ejecutan anualmente.